# Dieter Helm

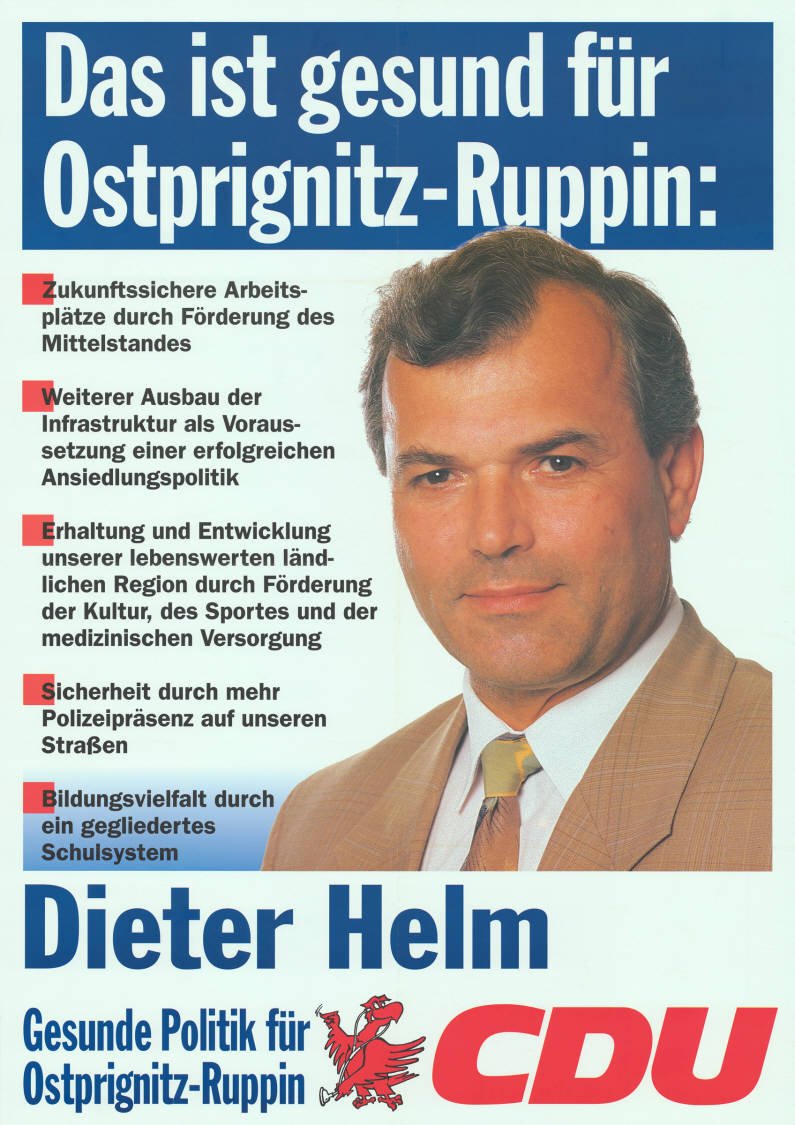
Kandidatenplakat zur Landtagswahl in Brandenburg 1994

Dieter Helm (* 13. Juli 1941 in Keilbusch; † 19. Juli 2022) war ein deutscher Politiker (1959–1990 DBD, ab 1990 CDU). Er war Abgeordneter der letzten Volkskammer der DDR und Landtagsabgeordneter in Brandenburg.

## Leben und Beruf
Dieter Helm war verheiratet, Vater zweier Kinder und evangelischen Glaubens.
Von 1955 bis 1957 absolvierte er eine Berufsausbildung zum Landwirt. Ab 1959 bis 1962 studierte er Landwirtschaft an der Fachschule für Landwirtschaft und Gartenbau Dresden-Pillnitz. Er machte seinen Abschluss als staatlich geprüfter Landwirt. Ab 1963 studierte er Landwirtschaft an der Humboldt-Universität zu Berlin und schloss das Studium 1968 als Diplomlandwirt ab. Von 1962 bis 1990 übte er eine leitende Tätigkeit in einer LPG aus. Ab 1991 war er selbständiger Landwirt. Helm starb am 19. Juli 2022 im Alter von 81 Jahren.

## Politische Tätigkeit

### Partei
Helm wurde 1959 Mitglied der DDR-Blockpartei DBD. Im März 1990 wurde er für die DBD in die letzte Volkskammer der DDR gewählt. Im Zuge ihrer Parteienfusion trat er im August 1990 der DDR-CDU bei, die im Oktober 1990 in der gesamtdeutschen CDU aufging. Von 1993 bis 1998 war er Mitglied der Gemeindevertretung Bückwitz, seit 1998 ist er Mitglied des Kreistages Ostprignitz-Ruppin und von Oktober 1990 bis 2009 war er Mitglied des Landtages des Landes Brandenburg. Von 1992 bis 1994 war er Vorsitzender der Fraktion der CDU und bis Oktober 2004 stellvertretender Vorsitzender der Fraktion der CDU. Von Oktober 2001 bis August 2004 war er Vorsitzender des Untersuchungsausschusses 3/2.
Helm war Vorsitzender der Senioren-Union des Landes Brandenburg und ist Vorsitzender des Kuratoriums der Stiftung Brandenburgisches Haupt- und Landgestüt Neustadt (Dosse).

### Abgeordneter
Vom September 1990 bis zum September 2009 war er Mitglied des Landtages Brandenburg und Mitglied im Ausschuss für ländliche Entwicklung, Umwelt und Verbraucherschutz sowie stellvertretendes Mitglied im Ausschuss für Europaangelegenheiten und Entwicklungspolitik. Er war zudem Mitglied des Landesvorstandes der Seniorenunion Brandenburg.

## Einzelnachweis
1. ↑  Der ehemalige Landtagsabgeordnete Dieter Helm (CDU) ist gestorben. In: Märkische Allgemeine, 21. Juli 2022, abgerufen am 21. Juli 2022.

| Personendaten    | Personendaten                            |
| ---------------- | ---------------------------------------- |
| NAME             | Helm, Dieter                             |
| KURZBESCHREIBUNG | deutscher Politiker (DBD, CDU), MdV, MdL |
| GEBURTSDATUM     | 13. Juli 1941                            |
| GEBURTSORT       | Keilbusch                                |
| STERBEDATUM      | 19. Juli 2022                            |